# What More Can I Give
What More Can I Give ist ein Benefiz-Song des 2009 verstorbenen, US-amerikanischen Sängers Michael Jackson. Mit dem Lied sollten 50 Millionen Dollar für die Hinterbliebenen der Opfer des 11. September 2001 eingenommen werden. Die Weltpremiere war am 21. Oktober 2001 beim Benefizkonzert United We Stand: What More Can I Give in Washington, D.C., wo unter anderem namhafte Musiker wie James Brown, Al Green, Carole King, Rod Stewart, Bette Midler, America und Huey Lewis live auftraten. 

## Produktion
Das Lied wurde im September 2001 unter dem Projekt Michael Jackson and Friends in einer englischen und in einer spanischen Version mit dem Titel Todo Para Ti aufgenommen. Rubén Blades schrieb den spanischen Text. Bei den Aufnahmen wirkten über 35 weitere Künstler mit, darunter Aaron Carter, Anastacia, Beyoncé, Carlos Santana, Céline Dion, Gloria Estefan, Luther Vandross, Mariah Carey, Jon Secada, *NSYNC, Nick Carter, Reba McEntire, Ricky Martin, Billy Gilman, Hanson, Boyz II Men, 3LW, Tom Petty, Jesse McCartney, Ziggy Marley und Shakira. Für die spanische Version konnten zudem Rubén Blades, Julio Iglesias, Thalía, Olga Tañón, Alejandro Sanz, Juan Gabriel und Laura Pausini gewonnen werden.

## Streit um die Veröffentlichung
Aufgrund eines Streits zwischen Jackson und dem Label Sony wurde das Lied nie als Single veröffentlicht, lediglich kurzzeitig als zahlungspflichtiger Download im Internet beziehungsweise als Promosingle für DJs bereitgestellt. Zunächst strich Sony den für das Jahr 2001 angestrebten Veröffentlichungstermin im Hinblick auf das Erscheinen von Michael Jacksons Album Invincible. Aber selbst Monate nach Veröffentlichung von Invincible weigerte sich Sony die Single herauszubringen. Später behauptete die Plattenfirma, dass Jacksons Familie die Veröffentlichung verhindert hätte, da bekannt wurde, dass der ausführende Produzent der Single, Marc Schaffel, ein ehemaliger Pornoproduzent war und sie Michael Jackson nicht mit ihm auf einer Benefizsingle in Verbindung bringen wollten.

## Musikvideo
Während der Aufnahmen wurde ein Musikvideo aufgezeichnet, das bei der Bambi-Verleihung 2002 und den Radio Music Awards 2003 gezeigt wurde. Bei den in Las Vegas stattfindenden Radio Music Awards wurde Michael Jackson im Oktober 2003 mit einem Humanitarian Award ausgezeichnet.